# Warrant (finance)
Pour les articles homonymes, voir Warrant.
Un warrant (ou bon d'option) est un certificat d’option titrisé, c'est-à-dire un produit structuré catégorisé en produit de bourse à effet de levier qui permet à l’investisseur d’amplifier les variations d’un actif à la hausse comme à la baisse tout en étant sensible à la volatilité et à la valeur temps. En d’autres termes, un warrant est un contrat transférable qui confère à son détenteur le droit, et non l’obligation, d’acheter ou de vendre une quantité donnée d’un actif spécifique, à un prix déterminé d’avance (le prix d’exercice ou strike), à la date d’échéance (ou maturité) du contrat (warrant européen) ou à tout moment jusqu’à cette date (warrant américain). Il appartient à la famille des produits risqués.

## Historique
Apparus en Suisse en 1985, les warrants sont des instruments financiers dérivés d’un actif, appelé « sous-jacent ». En France, c'est en 1989 que Société Générale émet le premier warrant sur action en bourse de Paris. Depuis, les warrants sont émis sur une gamme très diversifiée de sous-jacents tels que les actions, les indices, les taux d’intérêts, les métaux, les matières premières et les taux de change. Le marché des produits de bourse a subi quelques changements du côté des émetteurs de warrants :
- en juin 2008, Calyon a cessé d’émettre de nouveaux produits ;
- Goldman Sachs a également cessé l’activité après une tentative d’incursion sur le marché français, à travers des produits à dominante thématique (marchés émergents, matières premières). Seuls les produits encore en vie restent échangeables ;
- Dresdner a été absorbé par Commerzbank : tous les produits sont maintenant émis par Commerzbank ;
- ABN AMRO a été absorbé par RBS qui a repris l'activité.

En 2016, les warrants ont représenté 28 % du volume total des produits de bourse échangés sur le marché. Le nombre de produits cotés en France est passé de 5 628 en 2011 à 14 701 en 2016.

## Intérêt
Leur principal intérêt est d’offrir à leur détenteur un effet de levier par rapport aux mouvements du sous-jacent. Un léger mouvement du sous-jacent à la hausse, ainsi qu'à la baisse, entraînera un mouvement du warrant dans des proportions plus grandes. On parle de « call » si le cours est haussier et inversement d’un « put » si le cours baisse. Outre les variations du sous-jacent, les warrants permettent aux investisseurs d'être exposés à la volatilité implicite du sous-jacent à la hausse comme à la baisse. Il est aussi intéressant d’acheter des warrants dans le cadre de la couverture du risque de baisse du cours d’un actif. Si un investisseur détient un sous-jacent et pense que son cours va baisser, il peut décider d’acheter des warrants put sur ce sous-jacent afin de neutraliser une baisse éventuelle.

## Différences entre options et warrants
Options et warrants diffèrent sur plusieurs points.
Les warrants sont émis directement par des établissements bancaires ou des entreprises d'investissement. L'émetteur s'engage à assurer l’animation de marché, c’est-à-dire qu’il s’engage à proposer en permanence une contrepartie aux investisseurs souhaitant acheter ou vendre les warrants.
Le nombre de warrants émis par l'émetteur est limité. Par conséquent, l'animation de marché, côté vendeur, peut disparaître lorsque tous les warrants ont été souscrits par les investisseurs. En telle situation, le warrant est dit « bid only ».
La date limite de revente dépend du choix effectué par l'émetteur du warrant.
Contrairement aux options, il n’est pas possible de vendre à découvert un warrant. Cela limite les stratégies optionnelles et limite le risque pour l'acheteur dont la perte maximale possible est limitée à la prime payée.
La plupart des warrants sont des warrants européens.[réf. nécessaire]

## Fonctionnement
Un warrant est dit « dans la monnaie » quand la valeur intrinsèque est positive c’est-à-dire dans le cas d’un call lorsque le cours du sous-jacent est supérieur au prix d’exercice (ou strike) ou inférieur dans le cas d’un put. Le produit est « en dehors de la monnaie » lorsque la valeur intrinsèque du warrant est nulle soit pour un call quand le cours du sous-jacent est inférieur au strike et supérieur pour un put. Enfin il est « à la monnaie » quand le cours du sous-jacent est égal ou très proche du strike. Au-delà du niveau du cours du sous-jacent d’autres paramètres influent sur le prix du warrant : le temps, la volatilité, les dividendes anticipés ou encore les taux d’intérêts.
- Impact du cours du sous-jacent : Le paramètre delta représente la sensibilité du cours du warrant pour une variation d’une unité du cours du support. Par exemple, lorsque le delta d’un call warrant sur l’indice CAC 40 est de 50 %, cela signifie que, pour une hausse d’un euro du sous-jacent, le cours du warrant augmentera de 0.50 euro, toutes choses égales par ailleurs. Le delta doit être ajusté de la parité, et du taux de change lorsque le warrant et le sous-jacent ne cotent pas dans la même devise.

- Impact du passage du temps : Le coefficient thêta mesure l’effet du passage du temps sur la valeur du warrant, c’est-à-dire la baisse que va subir le warrant avec le temps qui s’écoule. Or plus l’échéance est lointaine, plus la probabilité de voir votre scénario se réaliser est importante. Ainsi, plus la date d’échéance approche plus le warrant perd de valeur temps.

- Impact de la volatilité du sous-jacent : Basée sur les anticipations du marché sur l’évolution future des variations du sous-jacent, la volatilité implicite influence le cours du warrant, call ou put. Si celle-ci augmente (diminue), le prix du warrant augmente (diminue) dans les proportions déterminées par son coefficient véga. La volatilité représente l’anticipation du marché sur la capacité du sous-jacent à fluctuer, quel que soit le sens. La volatilité reflète donc le degré d’incertitude lié au sous-jacent. Plus le marché anticipe une forte volatilité sur un support, plus il s’attend à de fortes variations du cours du sous-jacent, à la hausse comme à la baisse.

## Évolution du prix
L’effet de levier, aussi appelé l’élasticité, détermine la variation du prix du warrant pour 1 % de variation du sous-jacent. Il se calcule selon la formule suivante : 
Effet de levier = (Delta x Cours sous-jacent) / (Prix warrant x Parité).
La formule de référence pour le calcul du prix d’un warrant est une extension du modèle Black-Scholes. Le prix d’un warrant a deux principales composantes : la valeur intrinsèque et la valeur temps.

### Valeur intrinsèque
Elle est nulle quand le warrant est en dehors de la monnaie ou à la monnaie, et positive quand le produit est dans la monnaie. Elle se calcule selon la formule suivante :
- pour un call : (Cours sous-jacent − Strike) / Parité ;
- pour un put : (Strike − Cours sous-jacent) / Parité.

Le prix d’exercice influe sur la valeur intrinsèque, plus il est élevé plus basse sera la valeur intrinsèque d’un call et plus élevée sera celle d’un put.
Si le cours du sous-jacent augmente, l’effet de levier amplifiera les variations du call à la hausse et celles du warrant put à la baisse toutes choses égales par ailleurs. Inversement si le cours du sous-jacent baisse, l’effet de levier amplifiera les variations du call warrant à la baisse et celles du warrant put à la hausse.

### Valeur temps
C’est la valeur accordée à la probabilité que le cours du sous-jacent varie suffisamment pour être dans la monnaie. Plus la maturité est éloignée, plus cette probabilité est forte et plus la valeur temps est importante. Plus on s’approche de la maturité, plus on perd de la valeur temps. À maturité la valeur temps est nulle.
La volatilité mesure l’amplitude des fluctuations du sous-jacent, plus un sous-jacent est volatil, plus grande sera la probabilité qu’il varie et qu’il dépasse le niveau du strike du warrant. Par conséquent plus le sous-jacent est volatil, plus grande est la probabilité de finir dans la monnaie et plus le prix du warrant augmentera. La volatilité du sous-jacent a donc un impact sur la valeur temps du warrant.

## Exemple d'anticipation
À la hausse :  
Soit un call warrant donnant le droit d'acheter une action donnée à un prix fixé de 100 euros (le prix d'exercice) à une date donnée (l'échéance).
À l'échéance du warrant, si l'action coûte 120 euros, ce call warrant donne à son détenteur le droit d'acheter ces actions pour seulement 100 euros : il vaut sa valeur intrinsèque, c'est-à-dire la différence positive entre le cours du sous-jacent et le prix d'exercice : 120 − 100 = 20 euros.
A contrario, si, à l'échéance du warrant, l'action vaut seulement 70 euros, le call warrant ne présente aucune valeur puisqu'il permet d'acheter l'action au prix d'exercice fixé 100 euros, alors que l'action vaut 30 euros de moins. La valeur intrinsèque de ce warrant est nulle et la prime investie dans celui-ci est donc perdue.
Le principe est le même pour les put warrants qui permettent d'anticiper la baisse d'un cours. De manière symétrique aux call warrants, ils permettent de bénéficier d'un important effet de levier à la baisse à partir d'un faible investissement initial, et en limitant le risque au montant investi.

## Fiscalité

### En France
Les warrants sont des instruments financiers. Leur fiscalité est le montant des plus-values réalisées qui est à déclarer aux impôts. Les profits et plus-values sont imposés dès le 1er euro au barème progressif de l’impôt sur le revenu, auquel s’ajoutent les prélèvements sociaux au taux de 17,20 % (ouvrant droit à CSG déductible au taux de 6,8 %). Ces produits ne sont pas éligibles au PEA. Les pertes et moins-values sont imputables sur toutes les plus-values réalisées sur autres valeurs. Elles sont reportables durant dix ans. Il n’est pas tenu compte de l’abattement pour durée de détention pour la détermination de l’assiette des prélèvements sociaux. L'abattement s'applique également pour la détermination de l'éventuelle moins-value.

## Précaution
Les warrants sont des instruments financiers réservés aux investisseurs avertis. Ils font partie des produits d'investissements à effet de levier qui peuvent connaître de fortes variations de leurs cours, ainsi, si l'anticipation se révèle mauvaise, la perte totale de l'investissement est possible mais ne peut dépasser le montant investi.